# ليتل جو بلو
ليتل جو بلو (بالإنجليزية: Little Joe Blue)‏ هو مغني أمريكي، ولد في 23 سبتمبر 1934 في فيكسبيرغ في الولايات المتحدة، وتوفي في 22 أبريل 1990 في رينو في الولايات المتحدة بسبب سرطان المعدة.

## وصلات خارجية
- ليتل جو بلو على موقع ميوزك برينز (الإنجليزية)
- ليتل جو بلو على موقع ديسكوغز (الإنجليزية)